# Stowarzyszenie Mieszkaniowe Spółdzielcze Profesorów Uniwersytetu Warszawskiego

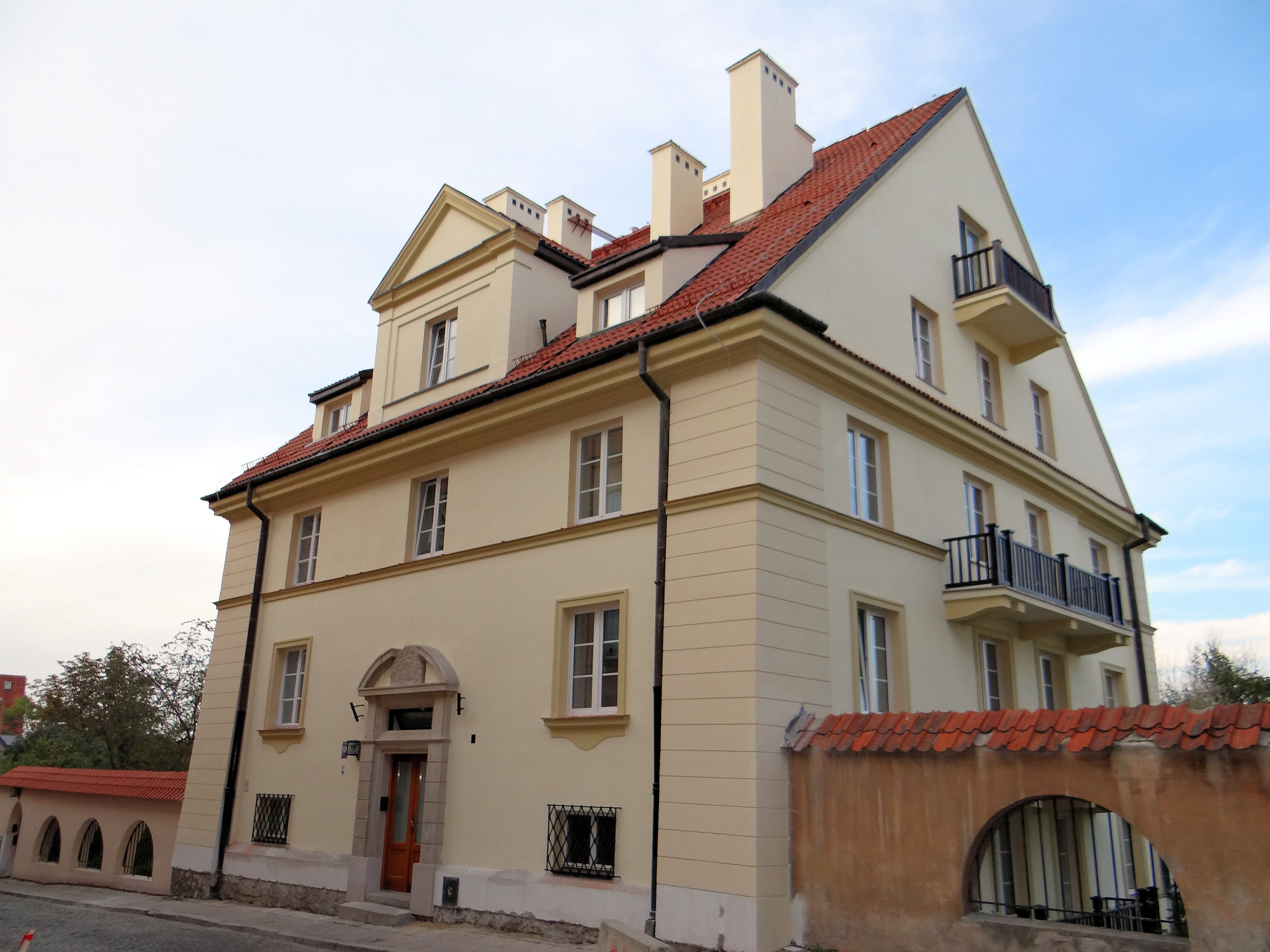
Budynek przy ul. Brzozowej 10

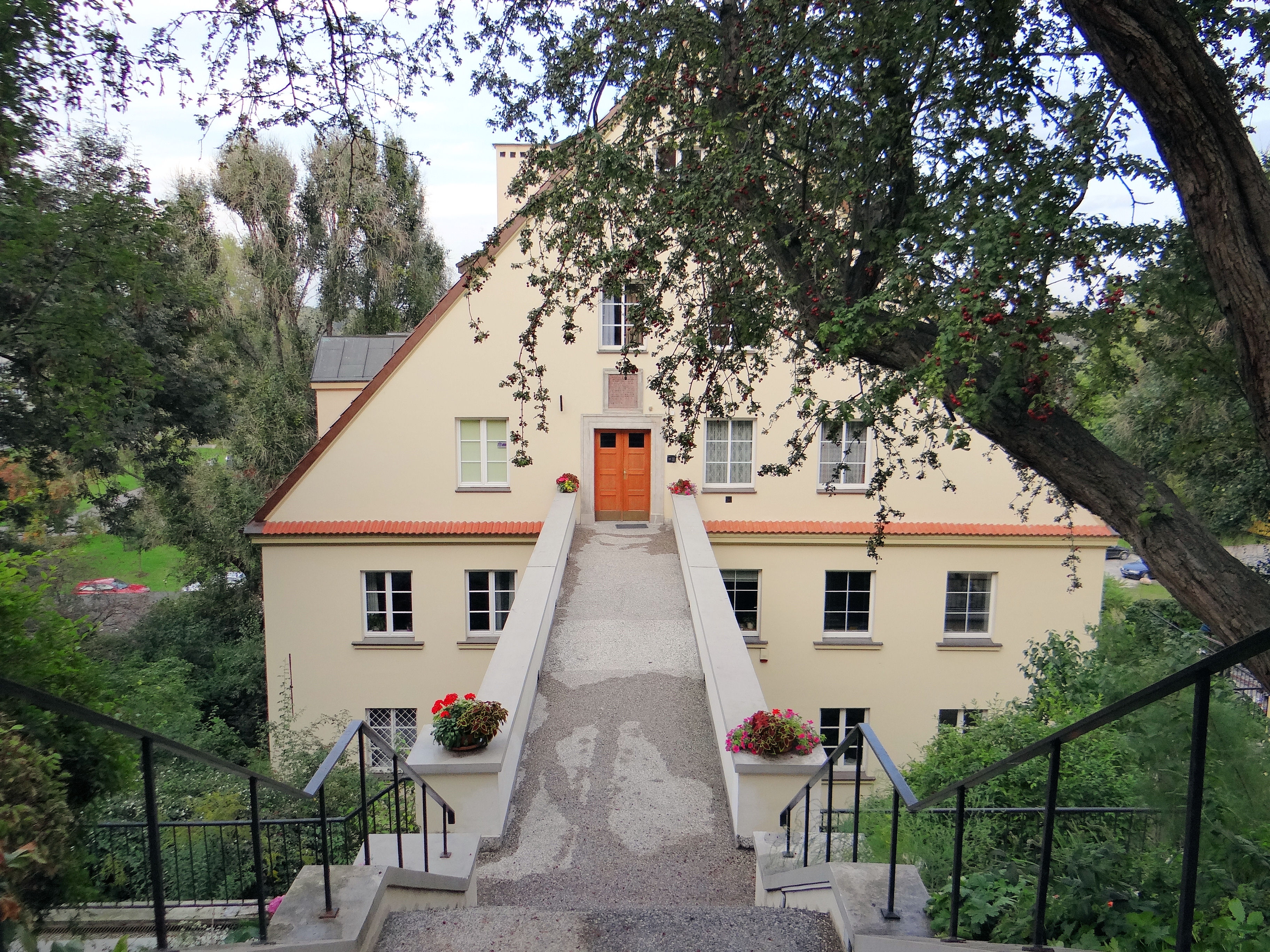
Budynek przy ul. Brzozowej 12

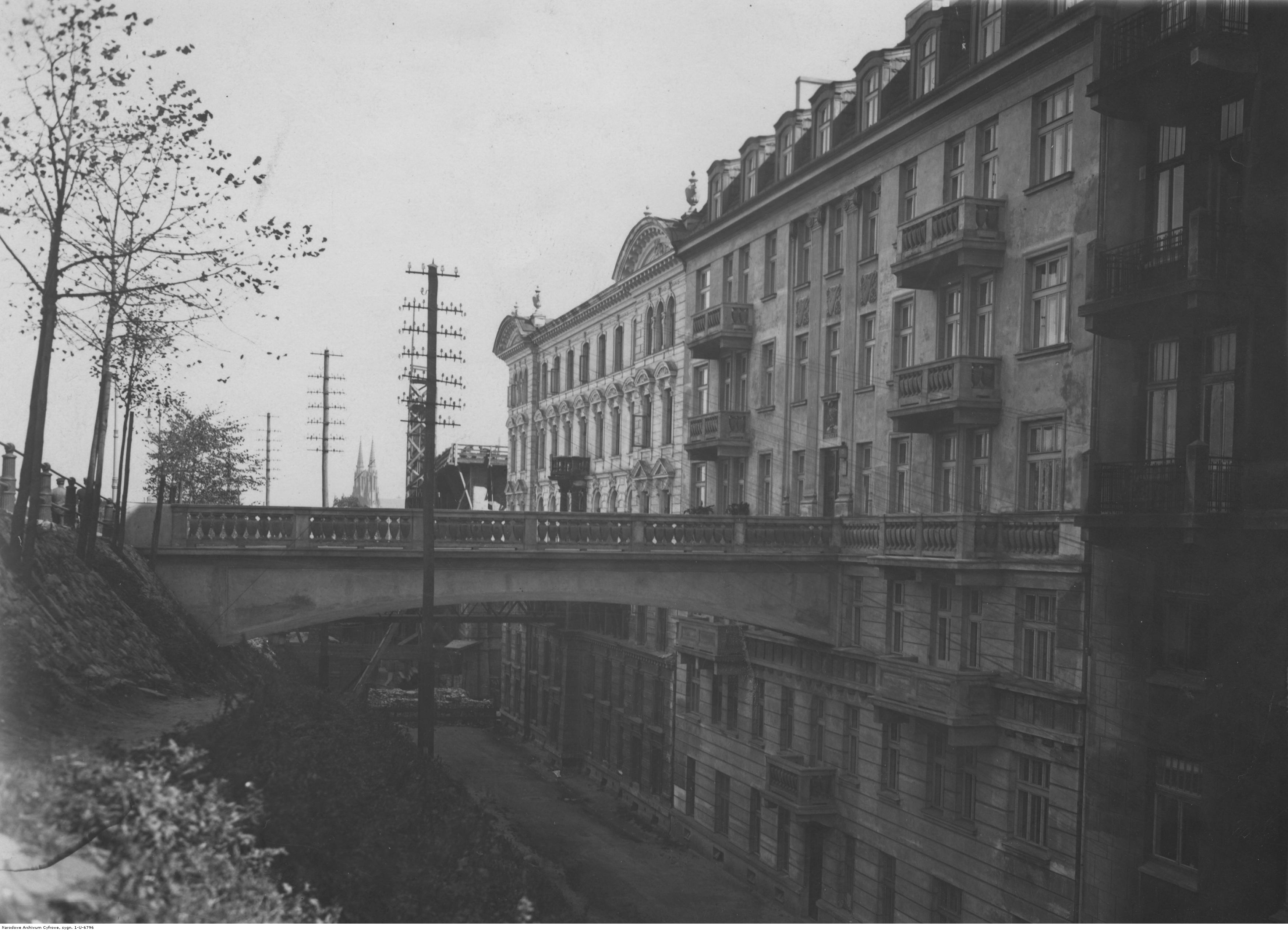
Historyczne zdjęcie budynków przy Nowym Zjeździe, wśród nich domu profesorów

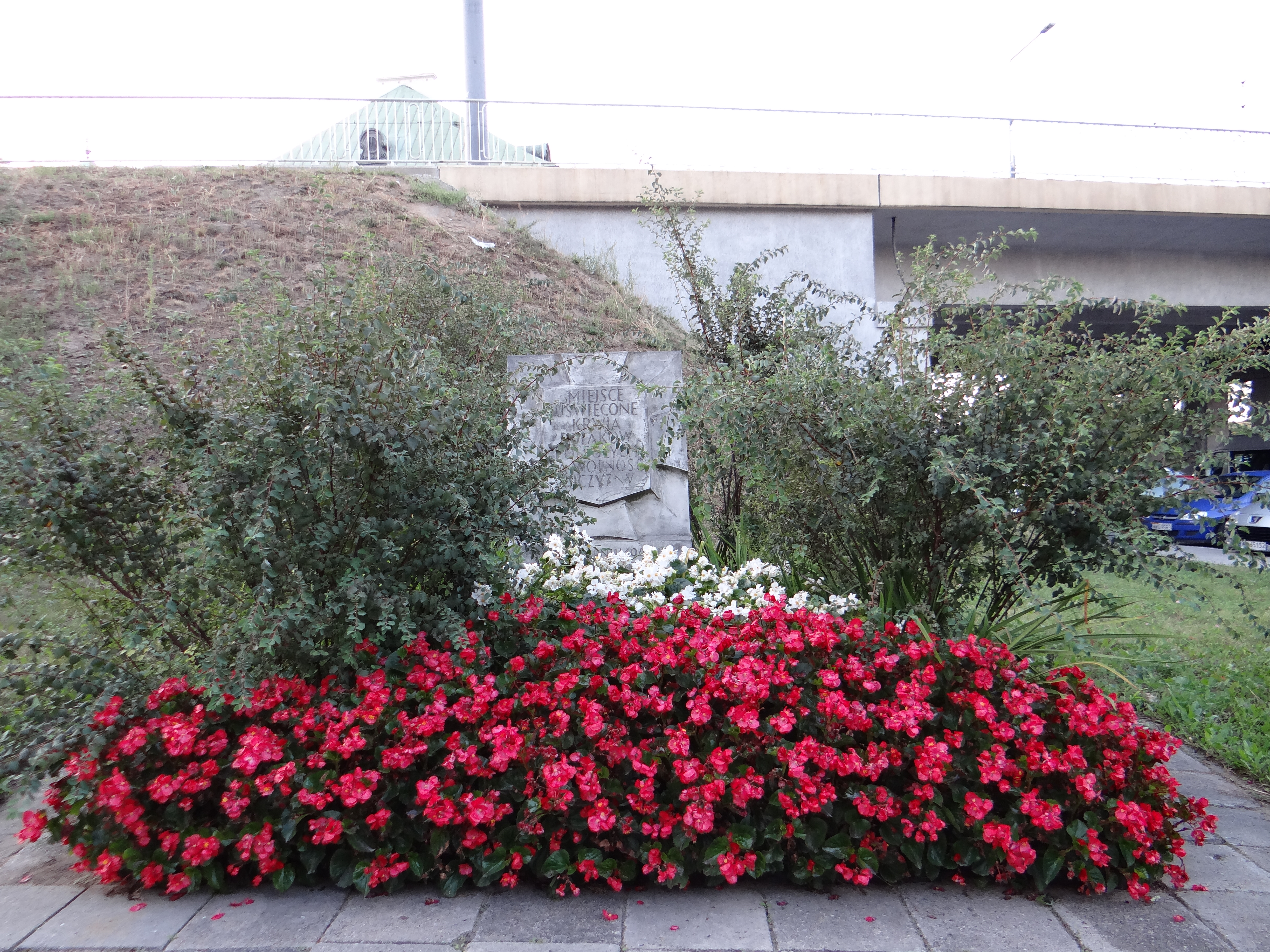
Tablica upamiętniająca rozstrzelanie w 3 sierpnia 1944, 15 Polaków, wśród nich profesorów – mieszkańców domu przy Nowym Zjeździe: Józefa Rafacza, Wacława Roszkowskiego, Andrzeja Tretiaka i Eugeniusza Wajgla

Stowarzyszenie Mieszkaniowe Spółdzielcze Profesorów Uniwersytetu Warszawskiego, obecnie Spółdzielnia Mieszkaniowa Profesorów Uniwersytetu Warszawskiego – jedna z najstarszych spółdzielni mieszkaniowych w Warszawie, utworzona 23 grudnia 1919 w celu budowy domów mieszkalnych dla kadry naukowej Uniwersytetu Warszawskiego.
W okresie międzywojennym do stowarzyszenia należały 4 budynki w Śródmieściu Warszawy, zaadaptowane lub zbudowane w latach 1925–1936:
- ul. Brzozowa 10
- ul. Brzozowa 12
- ul. Nowy Zjazd 5
- ul. Sewerynów 6

## Członkowie
Do stowarzyszenia (spółdzielni) należeli lub należą obecnie naukowcy związani z Uniwersytetem Warszawskim oraz uczelniami powstałymi w latach 50. z wydziałów uniwersyteckich: Akademią Medyczną, Akademią Teologii Katolickiej i Chrześcijańską Akademią Teologiczną oraz innymi uczelniami – profesorowie i doktorzy (nie wszyscy zamieszkali w wymienionych budynkach stowarzyszenia, niektórzy dopiero oczekiwali na przydział mieszkania):
| - Osman Achmatowicz - Włodzimierz Antoniewicz (rektor UW w latach 1936–1939) - Stanisław Arnold - Wacław Baehr - Stefan Baley - Kazimierz Bassalik - Zygmunt Batowski - Józef Bielawski - ks. Stefan Biskupski - Wacław Borowy - Mieczysław Brahmer - Tadeusz Brzeski (rektor UW w latach 1929–1930) - Henryk Bukowiecki - ks. Edmund Bursche - Mieczysław Centnerszwer - ks. Piotr Chojnacki - Zygmunt Cybichowski - Franciszek Czubalski (rektor UW w latach 1947–1949, rektor AM w latach 1950–1955) - ks. Jan Czuj (rektor ATK w latach 1954–1956) - Janusz Danecki - Janina Doroszewska - Jan Doroszewski - Marek Doroszewski - Witold Doroszewski - Szymon Dzierzgowski - Feliks Erbrich - Jan Flis - Jan Gordziałkowski | - Wiktor Grzywo-Dąbrowski - Bronisław Gubrynowicz - Oskar Halecki - Wojciech Hensel - Józef Hornowski - Bolesław Hryniewiecki - Witold Jabłoński - Konstanty Janicki - Tomasz Janiszewski - Jan Jaworski - ks. Franciszek Jehliczka - Joanna Jurewicz - Bogdan Kacprzyński - Tadeusz Kaczmarek - ks. Stanisław Kobyłecki - Jan Kochanowski (rektor UW w latach 1920–1921) - Halina Koneczna - Myron Korduba - Ignacy Koschembahr-Łyskowski (rektor UW w latach 1923–1924) - Antoni Kostanecki (rektor UW w latach 1917–1919) - Tadeusz Kotarbiński - Seweryn Kowalski - Roman Kozłowski - ks. Zygmunt Kozubski - Tadeusz Koźniewski - Stanisław Krauze - Adam Krokiewicz - Leon Kryński - Ludwik Krzywicki - Julian Krzyżanowski | - Jerzy Kumaniecki - Kazimierz Kumaniecki - ks. Wincenty Kwiatkowski - Stanisław Lencewicz - Marian Lewicki - Stanisław Lorentz - Edward Loth - Karol Lutostański - Borys Łapicki - Zygmunt Łempicki - Jan Łukasiewicz (rektor UW w latach 1922–1923 i 1931–1932) - Wacław Makowski - Jerzy Manteuffel - Jan Mazurkiewicz - Stefan Mazurkiewicz - Kazimierz Michałowski - ks. Karol Michejda - Włodzimierz Missiuro - Jerzy Modrakowski (rektor UW w 1939) - Roman Nitsch - ks. Zdzisław Obertyński - Antonina Obrębska-Jabłońska - Roman Orzęcki - Wiesław Pietrusiewicz - Stanisław Poniatowski - Roman Poplewski - Wiktor Porzeziński - Gustaw Przychocki (rektor UW w 1928–1929) - Zygmunt Radliński - Józef Rafacz | - Wacław Roszkowski - Stanisław Schayer - Wacław Sierpiński - Stanisław Słoński - Roman Smal-Stocki - Witold Stefański - ks. Paweł Styger - ks. Adolf Suess - Anna Szelest - Władysław Szenajch - ks. Jan Szeruda - ks. Antoni Szlagowski (rektor UW w 1927–1928) - Stanisław Szober - Mikołaj Szymański - Leon Śmiśniewicz - Władysław Tatarkiewicz - Stanisław Thugutt (rektor UW w 1919–1920) - Andrzej Tretiak - Józef Ujejski (rektor UW w 1932–1933) - Eugeniusz Wajgiel - Julian Walawski - Tadeusz Wałek-Czernecki - Bohdan Wasiutyński - Stanisław Wędkiewicz - Władysław Witwicki - Ananiasz Zajączkowski - Kazimierz Zakrzewski - Jan Zaleski - Stefan Zaleski - Michał Zyzykin |  |

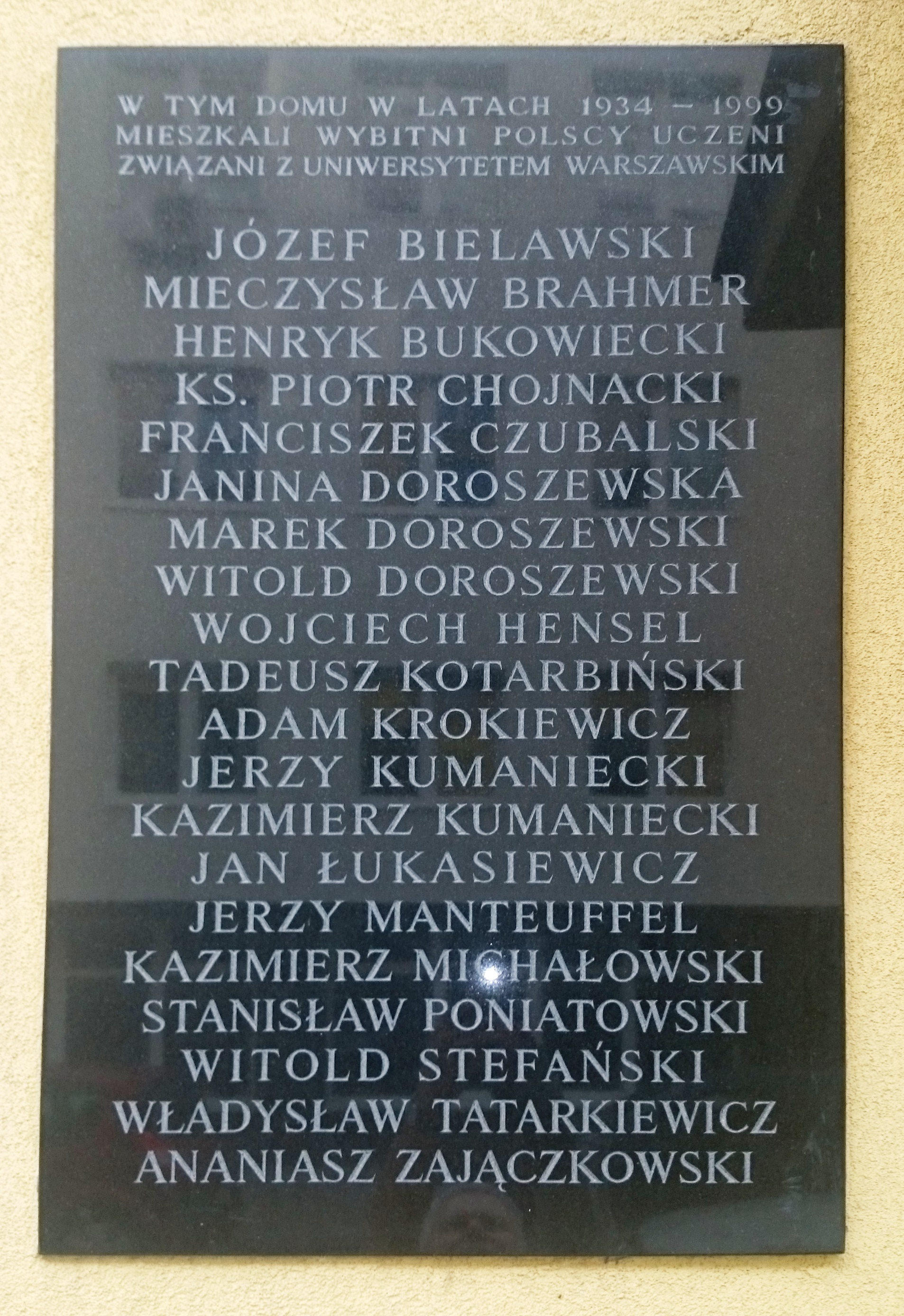
Tablica poświęcona mieszkańcom domu przy ul. Sewerynów 6 w Warszawie

W 2002 przy wejściu do budynku przy ul. Sewerynów odsłonięto pamiątkową tablicę, która upamiętnia mieszkających tu kiedyś naukowców.

## Nazwy Stowarzyszenia-Spółdzielni
Stowarzyszenie kilkakrotnie zmieniało swoją nazwę:
- Stowarzyszenie Mieszkaniowe Spółdzielcze Profesorów Uniwersytetu Józefa Piłsudskiego w Warszawie (od 20 czerwca 1936, wraz z przyjęciem Józefa Piłsudskiego na patrona uniwersytetu)
- Stowarzyszenie Spółdzielni Mieszkaniowej Profesorów i Pracowników Naukowych UW (od 1952)
- Stowarzyszenie Mieszkaniowe Spółdzielcze Profesorów Uniwersytetu Warszawskiego (od 15 marca 1954)
- Spółdzielnia Mieszkaniowa Profesorów Uniwersytetu Warszawskiego (od 1968)